# Доктор Хаус (сезон 5)
П'ятий сезон американського телесеріалу «Доктор Хаус» має 24 серії. Прем'єра першої серії відбулась 16 вересня 2008, останню серію показували 11 травня 2009.

## В ролях

### В головних ролях
- Г'ю Лорі — доктор Грегорі Хаус
- Ліза Едельштейн — доктор Ліза Кадді
- Роберт Шон Леонард — доктор Джеймс Вілсон
- Омар Еппс — доктор Ерік Форман
- Дженніфер Моррісон — доктор Елісон Кемерон
- Джессі Спенсер — доктор Роберт Чейз
- Олівія Вайлд — доктор Ремі Хадлі (Тринадцята)
- Пітер Джекобсон — доктор Кріс Тауб
- Кел Пенн — доктор Лоренс Катнер

### В другорядних ролях
- Енн Дудек — доктор Ембер Волакіс (4 епізоди, в ролі галюцинації Хауса)
- Майкл Вестон — приватний детектив Лукас Дуглас (3 епізоди)

## Епізоди
| №          | Назва                                          | Режисер(и)           | Сценарист (и)                             | Вийшла в США      | Перегляд американцями (у мільйонах) | Рейтинг |
| ---------- | ---------------------------------------------- | -------------------- | ----------------------------------------- | ----------------- | ----------------------------------- | ------- |
| 87 (5-01)  | «Смерть змінює все» «Dying Changes Everything» | Деран Сараф'ян       | Елі Етті                                  | 16 вересня 2008   | 14,77                               | 2       |
| 88 (5-02)  | «Не рак» «Not Cancer»                          | Девід Страйтон       | Девід Шор і Лауренс Кеплоу                | 23 вересня 2008   | 12,37                               | 15      |
| 89 (5-03)  | «Ускладнення» «Adverse Events»                 | Ендрю Бернстеін      | Керол Грін і Дастін Паддок                | 30 вересня 2008   | 12,97                               | 13      |
| 90 (5-04)  | «Родові травми» «Birthmarks»                   | Девід Плетт          | Доріс Еган і Девід Фостер                 | 14 жовтня 2008    | 13,26                               | 10      |
| 91 (5-05)  | «Везуча Тринадцята» «Lucky Thirteen»           | Грег Яітанес         | Ліз Фредман і Сара Гесс                   | 21 жовтня 2008    | 13,08                               | 16      |
| 92 (5-06)  | «Джой» «Joy»                                   | Деран Сараф'ян       | Девід Хоселтон                            | 28 жовтня 2008    | 13,49                               | 13      |
| 93 (5-07)  | «Свербіння» «The Itch»                         | Грег Яітанес         | Пітер Блек                                | 11 листопада 2008 | 13,06                               | 14      |
| 94 (5-08)  | «Без опіки» «Emancipation»                     | Джим Хеймен          | Памела Девіс і Леонард Дік                | 18 листопада 2008 | 13,26                               | 13      |
| 95 (5-09)  | «Крайній крок» «Last Resort»                   | Кеті Якобс           | Метт'ю Л. Л'юїс і Елі Етті                | 25 листопада 2008 | 12,87                               | 11      |
| 96 (5-10)  | «Нехай їдять торт» «Let Them Eat Cake»         | Деран Сараф'ян       | Рассел Френд і Гарет Лернер               | 2 грудня 2008     | 12,51                               | 12      |
| 97 (5-11)  | «Радість світу» «Joy to the World»             | Девід Страйтон       | Пітер Блек                                | 9 грудня 2008     | 14,05                               | 7       |
| 98 (5-12)  | «Без болю» «Painless»                          | Ендрю Бернстеін      | Томас Л. Моран і Елі Етті                 | 19 січня 2009     | 15,02                               | 5       |
| 99 (5-13)  | «Велика дитина» «Big Baby»                     | Деран Сараф'ян       | Лауренс Кеплоу і Девід Фостер             | 26 січня 2009     | 15,69                               | 9       |
| 100 (5-14) | «Вище благо» «The Greater Good»                | Леслі Лінка Глеттер  | Сара Гесс                                 | 2 лютого 2009     | 14,87                               | 8       |
| 101 (5-15) | «Невіруючий» «Unfaithful»                      | Грег Яітанес         | Девід Хоселтон                            | 16 лютого 2009    | 14,19                               | 10      |
| 102 (5-16) | «Найкраща половина» «The Softer Side»          | Деран Сараф'ян       | Ліз Фредман                               | 23 лютого 2009    | 14,85                               | 6       |
| 103 (5-17) | «Соціальний контракт» «The Social Contract»    | Ендрю Бернстеін      | Доріс Еган                                | 9 березня 2009    | 12,38                               | 16      |
| 104 (5-18) | «Сюди, кицько!» «Here Kitty»                   | Хуан Хосе Кампанелья | Пітер Блек                                | 16 березня 2009   | 13,13                               | 12      |
| 105 (5-19) | «Замкнутий» «Locked In»                        | Ден Аттіас           | Рассел Френд, Гарет Лернер і Девід Фостер | 30 березня 2009   | 12,51                               | 15      |
| 106 (5-20) | «Просте пояснення» «Simple Explanation»        | Грег Яітанес         | Леонард Дік                               | 6 квітня 2009     | 13,29                               | 10      |
| 107 (5-21) | «Рятівники» «Saviors»                          | Метт'ю Пенн          | Елі Етті і Томас Л. Моран                 | 13 квітня 2009    | 12,19                               | 11      |
| 108 (5-22) | «Роздвоєння» «House Divided»                   | Грег Яітанес         | Ліз Фредман і Метт'ю Л. Л'юїс             | 27 квітня 2009    | 11,69                               | 18      |
| 109 (5-23) | «Під моєю шкірою» «Under My Skin»              | Девід Страйтон       | Лауренс Кеплоу і Памела Девіс             | 4 травня 2009     | 12,04                               | 14      |
| 110 (5-24) | «Обидві половинки разом» «Both Sides Now»      | Грег Яітанес         | Доріс Еган                                | 11 травня 2009    | 12,74                               | 16      |